# Cacia grisescens
Cacia grisescens là một loài bọ cánh cứng trong họ Cerambycidae.